# Charles du Fresne, señor Du Cange
Charles du Fresne, señor du Cange (Amiens, 18 de diciembre de 1610-París, 23 de octubre de 1688), más conocido simplemente por Du Cange, y a veces transcrito como Charles Dufresne Ducange, fue un jurista, historiador y glosógrafo francés.

## Obras
- Histoire de l'Empire de Constantinople sous les empereurs français (1657), in folio faisant suite à Hist. de la conquête de Ville-Hardouin
- Traité historique du chef de saint Jean-Baptiste. París 1665
- Histoire de Saint Louis par Jean de Joinville, 1668, in-fol.
- Glossarium mediae et infimae latinitatis, 1678, 3 vol. in folio, con un suplemento de Pierre Carpentier, 1766. Esta obra sigue siendo el diccionario latino medieval más completo, al menos hasta que quede completado el Mittellateinisches Wörterbuch que elabora la Academia bávara de las Ciencias.
- Historia byzantina, (Histoire Byzantine), 1680, in folio
- Zonaras, 1686, 2 v. in folio
- Glossarium mediœ et infimœ grœcitatis, 1688, 2 v. in folio

Dejó, además, numerosas obras manuscritas, entre ellas una Géographie de la France par provinces.